# Lâm thành Liễu Châu
Lâm thành Liễu Châu là tên của thành phố rừng đầu tiên, mà đang được Trung Quốc cho xây ở Liễu Châu, Quảng Tây, để đối phó với ô nhiễm môi trường và biến đổi khí hậu.
Thành phố này được thiết kế bởi Stefano Boeri Architetti, một nhóm mà phát triển những chương trình xanh khắp thế giới.

## Thiết kế
Lâm thành Liễu Châu được thiết kế chỗ ở cho 30 ngàn người. Nó sẽ được bao phủ bởi cây xanh, bao gồm gần 1 triệu thực vật của hơn 100 loài và 40.000 cây cùng hấp thụ gần 10.000 tấn CO2 và 57 tấn chất gây ô nhiễm, và sản xuất khoảng 900 tấn oxy mỗi năm. Kết quả là Lâm thành sẽ giúp giảm nhiệt độ không khí trung bình, cải thiện chất lượng không khí địa phương, tạo rào cản tiếng ồn, tạo ra môi trường sống và cải thiện đa dạng sinh học địa phương trong khu vực.
Lâm thành này sẽ tự cung tự cấp, dùng các nguồn năng lượng tái tạo như năng lượng địa nhiệt và mặt trời. Thành phố cũng được thiết kế nối hoàn toàn với mạng Internet, và sẽ bao gồm khu thương mại, khu dân cư, khu giải trí, một bệnh viện, và hai trường học. Lâm thành sẽ được kết nối với Liễu Châu bằng tuyến đường sắt nhanh cho xe điện.
Với diện tích 175 hecta, Lâm thành Liễu Châu được thiết kế nằm dọc theo Sông Liễu ở phía bắc Liễu Châu. Nếu thành công, nó sẽ là một ví dụ cho việc thiết kế thành phố xanh ở những nơi khác trong nước và trên thế giới. Dự án dự kiến hoàn thành vào năm 2020.